# Rusland op de Olympische Jeugdzomerspelen 2010
Rusland nam deel aan de Olympische Jeugdzomerspelen 2010 in Singapore, de eerste editie van de Olympische Jeugdspelen.

## Medailleoverzicht
| Sport                                                                    | Olympiër                                                               | Discipline                    | Medaille |
| ------------------------------------------------------------------------ | ---------------------------------------------------------------------- | ----------------------------- | -------- |
| Atletiek                                                                 | Ekaterina Bleskina                                                     | 100 m horden (v)              | Goud     |
| Atletiek                                                                 | Maria Kuchina                                                          | hoogspringen (v)              | Goud     |
| Atletiek                                                                 | Natalia Troneva                                                        | kogelstoten (v)               | Goud     |
| Gewichtheffen                                                            | Artem Okulov                                                           | tot 77 kg (m)                 | Goud     |
| Gewichtheffen                                                            | Olga Zubova                                                            | tot 63 kg (v)                 | Goud     |
| Gymnastiek                                                               | Alexandra Merkulova                                                    | rsg meerkamp individueel (v)  | Goud     |
| Gymnastiek                                                               | Ksenia Dudkina Olga Ilina Alina Makarenko Karolina Sevastynova         | rsg meerkamp team (v)         | Goud     |
| Gymnastiek                                                               | Viktoria Komova                                                        | brug ongelijk (v)             | Goud     |
| Gymnastiek                                                               | Viktoria Komova                                                        | sprong (v)                    | Goud     |
| Gymnastiek                                                               | Viktoria Komova                                                        | meerkamp (v)                  | Goud     |
| Schermen                                                                 | Jana Jegorjan                                                          | sabel (v)                     | Goud     |
| Taekwondo                                                                | Anastasia Valueva                                                      | tot 44 kg (v)                 | Goud     |
| Tennis                                                                   | Daria Gavrilova                                                        | enkelspel (v)                 | Goud     |
| Worstelen                                                                | Ruslan Adzhigov                                                        | grieks-romeins, tot 85 kg (m) | Goud     |
| Worstelen                                                                | Aldar Balzhinimaev                                                     | vrije stijl, tot 46 kg (m)    | Goud     |
| Worstelen                                                                | Azamatbi Pshnatlov                                                     | vrije stijl, tot 63 kg (m)    | Goud     |
| Zwemmen                                                                  | Andrey Ushakov                                                         | 200 m school (m)              | Goud     |
| Zwemmen                                                                  | Alexey Atsapkin Ilya Lemaev Anton Lobanov Andrey Ushakov               | 4× 100 m vrij (m)             | Goud     |
| Gewichtheffen                                                            | Alexey Kosov                                                           | tot 85 kg (m)                 | Zilver   |
| Gewichtheffen                                                            | Diana Akhmetova                                                        | tot 63 kg (v)                 | Zilver   |
| Handbal                                                                  | handbalteam                                                            | meisjes                       | Zilver   |
| Judo                                                                     | Chasan Chalmoerzajev                                                   | -81 kg (m)                    | Zilver   |
| Judo                                                                     | Anna Dmitrieva                                                         | tot 52 kg (v)                 | Zilver   |
| Moderne vijfkamp                                                         | Ilya Shugarov                                                          | individueel (m)               | Zilver   |
| Schermen                                                                 | Victoria Alekseeva                                                     | floret (v)                    | Zilver   |
| Taekwondo                                                                | Aliaskhab Sirazhov                                                     | tot 73 kg (m)                 | Zilver   |
| Tennis                                                                   | Victor Baluda Mikhail Biryukov                                         | dubbelspel (m)                | Zilver   |
| Zwemmen                                                                  | Anton Lobanov                                                          | 100 m school (m)              | Zilver   |
| Zwemmen                                                                  | Anton Lobanov                                                          | 200 m school (m)              | Zilver   |
| Zwemmen                                                                  | Kristina Kochetkova                                                    | 200 m wissel (v)              | Zilver   |
| Zwemmen                                                                  | Alexandra Papusha Olga Denenyuk Kristina Kochetkova Ekaterina Andreeva | 4× 100 m wissel (v)           | Zilver   |
| Zwemmen                                                                  | Kristina Kochetkova Anton Lobanov Alexander Papusha Andrey Ushakov     | 4× 100 m wissel gemengd team  | Zilver   |
| Atletiek                                                                 | Pavel Parshin                                                          | 10 km snelwandelen (m)        | Brons    |
| Atletiek                                                                 | Nadezda Leontyeva                                                      | 5 km snelwandelen (v)         | Brons    |
| Badminton                                                                | Tatiana Segina                                                         | enkelspel (v)                 | Brons    |
| Boogschieten                                                             | Bolot Tsybzhitov                                                       | jongens                       | Brons    |
| Gymnastiek                                                               | Daniil Kazachkov                                                       | paard voltige (m)             | Brons    |
| Gymnastiek                                                               | Viktoria Komova                                                        | vloer (v)                     | Brons    |
| Volleybal                                                                | volleybalteam                                                          | jongens                       | Brons    |
| Worstelen                                                                | Artur Suleymanov                                                       | grieks-romeins, tot 58 kg (m) | Brons    |
| Worstelen                                                                | Svetlana Lipatova                                                      | vrije stijl, tot 60 kg (v)    | Brons    |
| Zwemmen                                                                  | Anton Lobanov                                                          | 100 m school (m)              | Brons    |
| Zwemmen                                                                  | Alexandra Papusha                                                      | 50 m rug (v)                  | Brons    |
| Als lid van een gemengd landenteam (telt niet mee voor landenklassement) |                                                                        |                               |          |
| Moderne vijfkamp                                                         | Ilya Shugarov                                                          | gemengd team                  | Goud     |
| Schermen                                                                 | Jana Jegorjan                                                          | gemengd team                  | Goud     |
| Atletiek                                                                 | Nikita Uglov                                                           | wisselestafette (m)           | Zilver   |
| Judo                                                                     | Anna Dmitrieva                                                         | gemengd team                  | Zilver   |
| Schermen                                                                 | Victoria Alekseeva                                                     | gemengd team                  | Zilver   |
| Moderne vijfkamp                                                         | Gulnaz Gubaydullina                                                    | gemengd team                  | Brons    |

Afghanistan · Albanië · Algerije · Amerikaanse Maagdeneilanden · Amerikaans-Samoa · Andorra · Angola · Antigua en Barbuda · Argentinië · Armenië · Aruba · Australië · Azerbeidzjan · Bahama's · Bahrein · Bangladesh · Barbados · België · Belize · Benin · Bermuda · Bhutan · Bolivia · Bosnië en Herzegovina · Botswana · Brazilië · Britse Maagdeneilanden · Brunei · Bulgarije · Burkina Faso · Burundi · Cambodja · Canada · Centraal-Afrikaanse Republiek · Chili · China · Chinees Taipei · Colombia · Comoren · Congo-Brazzaville · Congo-Kinshasa · Cookeilanden · Costa Rica · Cuba · Cyprus · Denemarken · Djibouti · Dominica · Dominicaanse Republiek · Duitsland · Ecuador · Egypte · El Salvador · Equatoriaal-Guinea · Eritrea · Estland · Ethiopië · Fiji · Filipijnen · Finland · Frankrijk · Gabon · Gambia · Georgië · Ghana · Grenada · Griekenland · Groot-Brittannië · Guam · Guatemala · Guinee · Guinee‑Bissau · Guyana · Haïti · Honduras · Hongarije · Hongkong · Ierland · IJsland · India · Indonesië · Irak · Iran · Israël · Italië · Ivoorkust · Jamaica · Japan · Jemen · Jordanië · Kaaimaneilanden · Kaapverdië · Kameroen · Kazachstan · Kenia · Kirgizië · Kiribati · Koeweit · Kroatië · Laos · Lesotho · Letland · Libanon · Liberia · Libië · Liechtenstein · Litouwen · Luxemburg · Macedonië · Madagaskar · Malawi · Malediven · Maleisië · Mali · Malta · Marshalleilanden · Marokko · Mauritanië · Mauritius · Mexico · Micronesië · Moldavië · Monaco · Mongolië · Montenegro · Mozambique · Myanmar · Namibië · Nauru · Nederland · Nederlandse Antillen · Nepal · Nicaragua · Nieuw-Zeeland · Niger · Nigeria · Noord-Korea · Noorwegen · Oeganda · Oekraïne · Oezbekistan · Oman · Oostenrijk · Oost‑Timor · Pakistan · Palau · Palestina · Panama · Papoea-Nieuw-Guinea · Paraguay · Peru · Polen · Portugal · Puerto Rico · Qatar · Roemenië · Rusland · Rwanda · Saint Kitts en Nevis · Saint Lucia · Saint Vincent en Grenadines · Salomonseilanden · Samoa · San Marino · Sao Tomé en Principe · Saoedi-Arabië · Senegal · Servië · Seychellen · Sierra Leone · Singapore · Slovenië · Slowakije · Soedan · Somalië · Spanje · Sri Lanka · Suriname · Swaziland · Syrië · Tadzjikistan · Tanzania · Thailand · Togo · Tonga · Trinidad en Tobago · Tsjaad · Tsjechië · Tunesië · Turkije · Turkmenistan · Tuvalu · Uruguay · Vanuatu · Venezuela · Verenigde Arabische Emiraten · Verenigde Staten · Vietnam · Wit-Rusland · Zambia · Zimbabwe · Zuid-Afrika · Zuid-Korea · Zweden · Zwitserland